# عشيرة (المدينة المنورة)
عشيرة قرية سعودية، تبعد 65 كلم جنوب المدينة المنورة، وتتبع منطقة المدينة المنورة.